# 失敗は成功のもと
『失敗は成功のもと』（しっぱいはせいこうのもと、原題：Designs on Jerry, 1955年9月3日）は『トムとジェリー』の作品のひとつ。

## スタッフ
- 監督 - ウィリアム・ハンナ　ジョセフ・バーベラ
- 製作 - フレッド・クインビー
- 作画 - ケネス・ミューズ　エド・バージ　アーヴン・スペンス
- レイアウト - ディック・ビッケンバック
- 背景 - ジョン・ディドリック・ジョンソン
- 音楽 - スコット・ブラッドリー

## 作品内容
最新式のネズミ捕りの設計図を描いていたトム。彼は自分の発明したネズミ捕りにより億万長者になることを夢見て眠りについた。
その頃、絵に描かれたネズミが動き出し、ジェリーを起こして緊急事態を告げる。そこに同じく絵のネコが乱入し、2次元と3次元をまたいだドタバタが行われた。
絵の猫を退治したところでトムが起床。ジェリーと2次元ネズミは設計図を改竄し撤退する。
目覚めたトムは早速その設計図どおりにネズミ捕りを作成、ジェリーで実験を行った。だが、自分の寝ている間に設計図がジェリーたちによって改竄されているとは知る由もなかった。ジェリーが装置の作動となるチーズを手にすると目覚まし時計が鳴り響く、それに合わせて鋸が丸太を切り、切り落とされた丸太はハサミに落ち、ハサミはハンマーを支えていた糸を切り、倒れたハンマーがバナナを跳ね上げフロントガラスを汚すとそれをワイパーが拭き取る。ワイパーと連動しセメント入りのバケツが傾き、セメントが注がれた桶を片側に乗せた天秤が扇風機を作動、ビリヤードのキュー付きボートが扇風機の風を帆に受け前進しボールをショット、ボールは洗濯機のスイッチを入れ、洗濯機はライフル銃の引き金と結ばれた糸を巻き取り、ライフルから撃たれた弾丸は鳩時計の重りを切断。弾みで飛び出す鳩の人形につけられたナイフが金庫をぶら下げたロープを切っていく。トムは作戦が成功したと言わんばかりにジェリーを目隠しさせ最後の一服を与えるが、ジェリーの上に落ちるはずだった金庫がトムの上に落下。結局、作戦は失敗に終わった。
金庫に押し潰されたトムの姿は綺麗な立方体になってしまった。結局いつも通りの展開に「何でいつも俺ばっかりこうなるの!」(原語版では無声)とぼやくしかないトムであった。

## 登場キャラクター
トム
億万長者になろうと、夜遅くまで最新式大型ネズミ捕り製作に没頭。その後自身が寝ている間にジェリーと絵のネズミによって設計図が改竄され（罠の距離が勝手に書き換えられ）、自身はそれを知らずに（改竄された設計図に基づいて大型ネズミ捕りを製作し）ジェリーが罠のチーズを引くとネズミ捕り本体が動き出し、やがて自身は落下した金庫に圧し潰されてしまう。「必殺ネズミ取り（1967年公開のハンナ=バーベラ作品）」ではその後、（足を骨折して満身創痍となり全身に包帯を巻いたのち）自暴自棄になって設計図を破り捨てている。
ジェリー
トムが最新式ネズミ捕りで自身を捕まえようとしている旨を絵のネズミに告げられ、絵のネズミと協力して絵のネコを退治すると共に、ちゃっかりネズミ捕り設計図を改竄して罠の距離を「15ftから12ft」へ変更。これによりトムが罠に仕掛けたチーズを自身が引いてネズミ捕りを動かすと、本来は自身の上へ落下するはずだった金庫がトムを圧し潰す形となり、最終的に自身は捕まらずに助かった。
絵のネコ
ネズミ捕りの設計図に描かれた「第二のトム」。同様に設計図に描かれた「第二のジェリー」との対決で敗れ、本物のジェリーによってバラバラにされ白インク容器へ戻される。やがてトムが製作したネズミ捕り設計図は（「罠の距離を15ftから12ftへ書き換える」方法で）ジェリーと絵のネズミによって改竄され、本物のトムが自ら罠に捕まってしまう。
絵のネズミ
ネズミ捕り設計図に描かれた「第二のジェリー」。本物のジェリーを起こして「トムが巨大ネズミ捕りでジェリーを捕まえようとしている」旨を告げ、ジェリーと一致団結して絵のネコを退治すると共に・罠の距離も書き換えた。トムが目覚めると設計図内に描かれた元の位置へ戻っている。

## 日本でのテレビ放映
TBS系列及び他系列で、1964年～1990年頃まで時折放映された。DVDにも収録。

## キャスト
| キャラクター | 原語版 | TBS版    | 新吹き替え版 |
| ------------ | ------ | -------- | ------------ |
| トム         | -      | 八代駿   | 肝付兼太     |
| ジェリー     | -      | 藤田淑子 | 堀絢子       |
| ナレーション | -      | 谷幹一   | -            |

## 余談
作中でトムが作り上げたネズミ捕りはピタゴラ装置（ルーブ・ゴールドバーグ・マシン）を彷彿とさせるものになっている。
絵のネコと絵のネズミのデザインは、『トムとジェリーテイルズ』のオープニングに用いられている。

## 関連事項
- トムとジェリー